# Omul fără stea
Omul fără stea (titlu original: Man Without a Star) este un film american Western din 1955 regizat de King Vidor. Rolurile principale au fost interpretate de actorii Kirk Douglas, Jeanne Crain, Claire Trevor și William Campbell.

## Prezentare
Într-un tren către Wyoming din Kansas City, Dempsey Rae (Kirk Douglas) îl salvează pe tânărul Jeff Jimson (William Campbell) de la a fi călcat de roțile trenului, după ce un feroviar îl lovește pe Jeff. Mai târziu în acea noapte, Dempsey și Jeff urmăresc cum un alt călător clandestin cu trenul îl ucide pe feroviar. Când autoritățile încearcă să-l aresteze pe Jeff pentru crimă, Dempsey dovedește că celălalt bărbat a fost vinovat. El primește jumătate din recompensa de 100 de dolari pentru găsirea criminalului.
Dempsey cunoaște o femeie din oraș (Idonee) și ambii bărbați decid să rămână, după ce au fost angajați să lucreze (ca pretinși texani colegi) de Strap Davis, la o fermă cu 10.000 de vite pentru noul proprietar, Reed Bowman. Dempsey îi spune lui Jeff că mulți bărbați îți urmează steaua pentru a-și stabili drumul în viață. Când Jeff este întrebat ce stea urmează, Dempsey îi spune că nu urmărește nicio stea anume. Dempsey îl învață pe Jeff cum să tragă cu arma, cum să folosească lasoul, să călărească și să mâne vitele.
Când Bowman apare în sfârșit la fermă, Dempsey este surprins să descopere că a lucrat pentru o femeie foarte atrăgătoare (Jeanne Crain). Bowman intenționează să-și tripleze dimensiunea turmei, ceea ce îi va lăsa pe ceilalți fermieri din zonă fără pășunea guvernamentală disponibilă. Dempsey se îndrăgostește de ea, dar războiul inevitabil pe care Bowman îl creează îl determină să treacă pe cealaltă parte. El are o ură profundă față de sârmă ghimpată, dar își dă seama că nu există o latură morală clară a luptei.
După ce s-a înstrăinat de protejatul său, Dempsey ajunge în sfârșit la pace cu Jeff înainte de a pleca pentru a o lua de la capăt în altă parte.

## Distribuție
- Kirk Douglas - Dempsey Rae
- Jeanne Crain - Reed Bowman
- Claire Trevor - Idonee
- William Campbell - Jeff "Texas" Jimson
- Richard Boone - Steve Miles
- Jay C. Flippen - Strap Davis
- Myrna Hansen - Tess Cassidy
- Mara Corday - Moccasin Mary
- Eddy C. Waller - Tom Cassidy
- Sheb Wooley - Latigo
- George Wallace - Tom Carter
- Frank Chase - Little Waco
- Paul Birch - Mark Toliver
- Roy Barcroft - Sheriff Olson
- William Challee - Brick Gooder
- Malcolm Atterbury - Fancy Joe Toole
- Jack Elam apare (nemenționat) - un bandit care îl ucide pe paznicul trenului la începutul filmului.
- Jack Ingram (actor) - Jessup (nemenționat)